# عمدة الطالب
عمدة الطالب فی انساب آل ابی‌طالب (معروف به عُمْدَةُ ألطّالِب، به زبان عربی: عُمْدَةُ ألطّالِب فی أنْسابِ آلِ ابی‌طالب، ت.ت. 'راهنمای جستجوگران برای شجره‌نامه‌های خاندان ابوطالب') یک کتاب نسب‌شناسی است که توسط «احمد بن علی بن حسین حسینی» معروف به «اِبْن‌ِ‌عِنَبه‌» (متوفی ۸۲۸ قمری، ۸۰۳ شمسی) نوشته شده است. نویسنده این کتاب «اِبْن‌ِ‌عِنَبه‌» عالم معروف شیعه و نسب‌شناس مشهور قرن نهم هجری بوده است.
این کتاب به تفصیل به شجره‌نامه ابوطالب بن عبدالمطلب (بزرگ خاندان بنی‌هاشم، پدر علی بن ابی‌طالب و عموی محمد — پیامبر اسلام —) و اولاد علی بن ابی‌طالب (امام اول تمامی شاخه‌های مذهب شیعه، خلیفهٔ چهارم از خلفای راشدین اهل سنت، و نیز پسرعمو و داماد محمد صلوات الله علیه و آله) می‌پردازد.

## خلاصه
کتاب «عُمْدَةُ ألطّالِب فی أنْسابِ آلِ ابی‌طالب» مهم‌ترین اثر «اِبْن‌ِ‌عِنَبه‌» است. این کتاب در علم نسب‌شناسی در منابع اسلامی، از اهمیت بالایی برخوردار است.
«اِبْن‌ِ‌عِنَبه‌» در این کتاب به شرح حال اجداد ابوطالب و سپس اولاد او می‌پردازد. در نهایت، نسب علی بن ابی‌طالب (امام اول شیعیان) را از طریق فرزندانش در پنج فصل به تفصیل بیان می‌کند:

– فصل اول:
- حسن بن علی (دومین امام شیعیان، پسر اول علی)

– فصل دوم:
- حسین بن علی (سومین امام شیعیان، پسر دوم علی)

– فصل سوم:
- محمد حنفیه (یکی از پسران علی)

– فصل چهارم:
- عباس بن علی (مشهور به کنیه «ابوالفضل، به عربی أَبو الْفَضْل، ت.ت. 'پدر نیکی‌ها'»، پسر علی)

– فصل پنجم:
- عمر بن علی بن ابی‌طالب مشهور به «عمر الاَطرف» (به عربی «عُمَر بن عَلیّ»، یکی از فرزندان علی که با برادرش حسین بن علی به کربلا رفت و در آنجا در روز عاشورا، کشته شد)

مؤلف در کتاب «عُمْدَةُ ألطّالِب فی أنْسابِ آلِ أبی‌طالب» پس از مقدمه‌ای، به تفصیل اجداد حضرت ابراهیم (ادیان ابراهیمی، شامل یهودیت، مسیحیت، اسلام و بهائیت، او را نیای دین خود محسوب می‌کنند) و سپس فرزندان او را تا ابوطالب بن عبدالمطلب معروف به «ابوطالب» یا «ابی طالب» (بزرگ خاندان بنی‌هاشم، پدر علی بن ابی‌طالب و عموی محمد — پیامبر اسلام —)، یک به یک برمی‌شمرد. سپس «اِبْن‌ِ‌عِنَبه‌» از فرزندان ابوطالب نام می‌برد: عقیل بن ابی‌طالب، جعفر بن ابی‌طالب و علی بن ابی‌طالب (اولین امام شیعیان، تنها جانشینی که خود محمد، پیامبر اسلام، به طور مستقیم و علنی به عموم معرفی‌اش کرد، مراجعه شود به رویداد غدیر خم).
«اِبْن‌ِ‌عِنَبه‌» پس از مرور این ابواب، در چند باب دیگر به اختصار از فرزندان و نوادگان فرزندان ابوطالب یاد می‌کند. سرانجام، مؤلف «اِبْن‌ِ‌عِنَبه‌»، نسب علی بن ابی‌طالب را از طریق فرزندانش در پنج فصل به تفصیل بیان می‌کند: حسن بن علی (امام دوم شیعیان معروف به «امام حسن»)، حسین بن علی (امام سوم شیعیان معروف به «امام حسین»)، محمد بن الحنفیه، عباس بن علی (معروف به «ابوالفضل»، به عربی: «أَبو الْفَضْل»، ت.ت. '«پدر فضائل»'، فرزند علی بن ابی‌طالب، که تا آخرین نفس برای نجات برادر بزرگترش حسین بن علی در کربلا جنگید و در روز عاشورا کشته شد) و عمر بن علی (به عربی: عُمَر بن عَلیّ، پسر علی بن ابی‌طالب که همراه برادرش حسین بن علی به کربلا رفت و در روز عاشورا نیز کشته شد).
گزارش شجره‌نامه‌هایی که «اِبْن‌ِ‌عِنَبه‌» در کتابش داده، اطلاعات مختصر اما مفیدی در مورد چگونگی گسترش طایفه علوی در سرزمین‌های مختلف و محل زندگی آن‌ها ارائه می‌دهد که راهنمای مناسبی برای مورخان است. مورخان و حدیث پژوهان متأخر از جمله «کیا گیلانی» در کتاب «سراج الأنساب»، حر عاملی در کتاب «اَمَلُ الآمِل فی عُلماء جَبَل عامِل» و محمدباقر مجلسی معروف به «علامه مجلسی» در كتاب «بِحَار ٱلْأَنْوَار» از کتاب «عُمْدَةُ ألطّالِب فی أنْسابِ آلِ أبی‌طالب» اثر «اِبْن‌ِ‌عِنَبه‌» بسیار بهره برده‌اند.

## درباره نویسنده
«سید احمد بن علی بن الحسین بن علی بن مهنا بن عنبه» معروف به «اِبْن‌ِ‌عِنَبه‌» در سال ۷۴۸ قمری—۷۲۶ شمسی، به احتمال زیاد در شهر حله در عراق به دنیا آمده است. «اِبْن‌ِ‌عِنَبه‌» در ماه صفر ۸۲۸ قمری—دی ماه سال ۸۰۳ شمسی در سن ۷۷ سالگی در شهر کرمان در ایران درگذشته است.
بر اساس شرح حال خود نوشته «اِبْن‌ِ‌عِنَبه‌»، نسب او با ۲۰ واسطه به علی بن ابی‌طالب (اولین امام شیعیان) می‌رسد. او را از نسل عبدالله محض (عالم، متکلم و محدث، نوه هر دو حسن بن علی و حسین بن علی) می‌دانند، از این رو نسب او «حسنی حسینی» است. خویشاوندی او با حسن بن علی (امام دوم شیعیان) از طریق پدرش و با حسین بن علی (امام سوم شیعیان) از طریق مادرش بوده است.
«اِبْن‌ِ‌عِنَبه‌» مورخ و نسب‌شناس شیعه بوده است. وی از شاگردان خاص «محمد بن قاسم بن معیه دیباجی» معروف به «اِبْنِ مُعَيّه‌» (نسب‌شناس و مورخ برجسته) بوده است. «اِبْن‌ِ‌عِنَبه‌» همزمان و معاصر با محمد بن مکی (معروف به «ٱلشَّهِید ٱلْأَوَّل» ت.ت. '«اولین شهید»'، عالم و نویسنده برجسته شیعه و نخستین فقیهی که برای دفاع از مکتب خود، شیعه، جان خود را فدا کرد و به طرز وحشیانه‌ای به قتل رسید) می‌زیسته است.
«اِبْن‌ِ‌عِنَبه‌» از اوایل جوانی زیر نظر «ابو عبدالله محمد بن قاسم بن معیه دیباجی» معروف به «اِبْنِ مُعَيّه‌» (متوفی ۷۷۶ قمری—۷۵۳ شمسی) به فراگیری علم نسب‌شناسی مشغول شد. «اِبْن‌ِ‌عِنَبه‌» در میان هم‌قطاران خود، شاگرد محبوب و نخبه استادش «اِبْنِ مُعَيّه‌» شد. «اِبْن‌ِ‌عِنَبه‌» در دوران تحصیل خود از منابع و اساتید متعددی بهره‌مند شد، اما بی‌شک مهم‌ترین قسمت دانش نسب‌شناسی خود را، از آثار استاد برجسته خود «اِبْن‌ِ‌عِنَبه‌» به دست آورده است. چنانکه از احوال «اِبْن‌ِ‌عِنَبه‌» برمی‌آید، پس از درگذشت استادش «اِبْنِ مُعَيّه‌»، وی سفری اکتشافی را آغاز کرده و به اصفهان، هرات، سمرقند، مکه و مذار (در دشت میشان) سفر کرده و در این شهرها از دانش بسیاری از نسب‌شناسان بهره‌مند شده است.
مهمترین اثر «اِبْن‌ِ‌عِنَبه‌»، کتاب «عمدة الطالب فی انساب آل ابی‌طالب» (معروف به «عُمْدَةُ ألطّالِب»، به زبان عربی: عُمْدَةُ ألطّالِب فی أنْسابِ آلِ ابی‌طالب، ت.ت. 'راهنمای جستجوگران برای شجره‌نامه‌های خاندان ابوطالب') است که به زبان عربی نوشته شده است. «اِبْن‌ِ‌عِنَبه‌» در این کتاب شرح حال اجداد ابوطالب بن عبدالمطلب و سپس اولاد او را بیان می‌کند. در پایان نیز با تفصیل بیشتری به شرح اولاد علی بن ابی‌طالب می‌پردازد.
چنان که از نوشته‌های «اِبْن‌ِ‌عِنَبه‌» بر می‌آید، وی در انتقال معتبرترین اسناد و احادیث (شکلی از انتقال شفاهی مفاهیم اسلامی مشتمل بر سخنان، افعال و تأییدات پیامبر اکرم محمد صلی الله علیه و آله و سلم یا عترت او، به ویژه اولاد امام علی، دوازده امام در مکتب شیعه اثنی عشری) امامان از یک نسل به نسل بعدی، نقش بسزایی داشته است. همین شهرت، کتاب‌های «اِبْن‌ِ‌عِنَبه‌» را در مذهب شیعه بسیار کاربردی کرده است. کتاب «عُمْدَةُ ألطّالِب فی أنْسابِ آلِ أبی‌طالب» او یکی از کتابهای اساسی در زمینه نسب‌شناسی امامان شیعه در محافل علمی اسلامی است. صحت و خلوص احادیث را، ناقلان آن‌ها تعیین می‌کنند. «اِبْن‌ِ‌عِنَبه‌» در نقل احادیث و انتقال معارف ناب اسلامی، روش خود را از استاد برجسته‌اش «اِبْنِ مُعَيّه‌» (که در بین هم‌قطارانش شهرت زیادی داشته و از محدثان و راویان بسیار مورد اعتماد زمان بوده) گرفته و سپس به عنوان مرجع پایه، منبع معتبری که محققان برای تأیید احادیث از آن استفاده می‌کنند، «اِبْن‌ِ‌عِنَبه‌» به علامه حلی (یکی از معدود ناب‌ترین راویان و محدثان، یکی از تأثیرگذارترین نویسندگان مسلمان شیعه دوازده امامی در تمام دوران) استناد کرده است.
فرقه و مسلک «اِبْن‌ِ‌عِنَبه‌» در روایات و شواهد تاریخی چندان روشن نیست و بر سر مکتب او بین علما اختلاف نظر وجود دارد. شواهدی وجود دارد که نشان می‌دهد او یا زیدی مذهب بوده یا شیعه دوازده‌امامی بوده است. برخی در شیعه بودن او شک کرده‌اند. اما به نظر می‌رسد که این گفته نادرست باشد، هرچند به طور قطعی نیز معلوم نیست که او شیعه دوازده‌امامی بوده است. اما به احتمال زیاد «اِبْن‌ِ‌عِنَبه‌» یا زیدی مذهب بوده یا شیعه دوازده امامی.
«اِبْن‌ِ‌عِنَبه‌» چندین کتاب دیگر نیز نوشته است. برخی از این آثار عبارتند از: «الفصول الفخرية في أصول البرية» (ت.ت. 'نوشته‌هایی پُر اُبُهَت در مورد اصول خلقت')، «التحفة الجلالیة فی‌ انساب‌ الطالبیة» (ت.ت. 'شاهکاری عالی در مورد خاندان طالبیه')، «بحر الانساب‌ فی‌ نسب‌ بنی‌ هاشم‌» (ت.ت. 'منبع نسب‌شناسی در مورد خاندان بنی هاشم')، «رسالة فی‌ اصول‌ شجرة السادة آل‌ ابی‌ علوی‌» (ت.ت. 'یادداشتی در پیدایش شجره اشراف خاندان ابی علوی') و انساب‌ آل‌ ابی‌ طالب‌ (شجره نامه خاندان ابی طالب).